# Локман, Моника
Моника Локман (англ. Monica Loughman; род. 1978, Ирландия) — ирландская прима-балерина. Автор книги «The Irish Ballerina». Выпускница Пермского государственного хореографического училища.

## Биография
Моника Локман родилась в Ирландии в Сантри — пригороде Дублина, в англоязычной семье.
Балетом стала заниматься благодаря маме, которая отвела её и сестёр в балетную школу. Ей тогда было 4 года. Девочка серьёзно заинтересовалась балетом после того, как в Ирландию на гастроли приехала труппа Большого театра. В Дублине они выступали с балетом «Спартак». Это событие немного изменило её и её жизнь, и она стала более требовательно относиться к своим занятиям.
После окончания школы Моника хотела продолжить обучение балету, но хореографические вузы Англии её не интересовали, а возможности уехать в Россию не было. Однажды в Дублин из Перми приехала директор Пермского хореографического училища Людмила Сахарова, которая выбирала лучших абитуриентов для обучения в хореографическом училище.
Через год после этого события, когда Монике Локман исполнилось 14 лет, её также пригласили на учёбу в Россию. Она прилетела в Москву в августе 1992 года.
Вначале обучение давалось с трудом, потому что ученица знала по-русски только несколько слов, а сам уровень был намного слабее, чем у других учеников. Сама Моника Локман считает, что без знаний, полученных в училище, у неё ничего бы не получилось. Пермское государственное хореографическое училище она окончила с отличием. Занималась у Людмилы Сахаровой, которая была очень строгим преподавателем.
Моника Локман после окончания учёбы решила сразу не возвращаться в Ирландию, а остаться в Перми, из-за профессионального роста. Стала работать в театре. Начинала танцевать с самого последнего ряда, но со временем стала солисткой и ведущей.
Только через 16 лет она вернулась в Дублин. Работает в театре  «Bord Gáis Energy Theatre».  На его сцене она танцевала главные партии в «Жизели», «Щелкунчике»,  Белого и Черного лебедя в «Лебедином озере».
Основала свою балетную школу в Ирландии в 2006 году, которая называется «Школа Русского Балета Моники Локман».
Обучает детей балету в Ирландии, а лучших учеников отправляет на учёбу за границу, прежде всего в Россию. Её ученики стажируются в Санкт-Петербурге и в Перми.
Есть сын — Демиан (англ. Damien).
В 2004 году Моника Локман опубликовала свою автобиографию. Книга называется «Ballerina».